# Xã West Beaver, Quận Snyder, Pennsylvania
Xã West Beaver (tiếng Anh: West Beaver Township) là một xã thuộc quận Snyder, tiểu bang Pennsylvania, Hoa Kỳ. Năm 2010, dân số của xã này là 1.110 người.